# Cheetah (seriefigur)
Cheetah är en fiktiv superskurk som förekommer i DC Comics och en ärkefiende till Wonder Woman. Priscilla Rich, den ursprungliga Cheetah, skapades av William Moulton Marston och H.G. Peter, och dök upp för första gången i Wonder Woman #6 (volume 1) (1943). Efter hennes död har det dykt upp tre efterträdare som tagit sig identiteten som Cheetah. År 2009 blev figuren rankad som nummer 69 i IGN:s lista över de bästa serietidningsskurkarna någonsin.

## Fiktiv biografi

### Priscilla Rich
Den första kvinnan som tog sig namnet Cheetah var Priscilla Rich, en kvinna med en delad personlighet. I det dagliga livet var hon anställd av en välgörenhetsorganisation, men hennes andra personlighet var den onda Cheetah. Den andra personligheten tog så småningom över henne helt, och hon klädde sig som en gepard. Hon var medlem i Villainy Inc., en kriminell organisation bestående av fiender till Wonder Woman.
I Wonder Woman # 274 (1980) försökte skurken Kobra att rekrytera Cheetah till sin organisation, men hans medarbetare fann henne ogiltig.

### Deborah Domaine
Efter Priscilla Richs död tog hennes brorsdotter Deborah över hennes plats, men inte frivilligt. Eftersom Kobra misslyckades med att få den ursprungliga Cheetah på sin sida manipulerade han Deborah att bli den nya Cheetah. Han gav henne en ny kostym och tillhörande vapen.
Deborah blev Cheetah igen i berättelserna om Crisis on Infinite Earths (1985-1986).

### Barbara Ann Minerva
Den tredje Cheetah var den brittiska antropologen doktor Barbara Ann Minerva. Hon besökte en stam i Afrika som använde en kvinnlig vakt med en gepards krafter för att tjäna stammen. När vakten dog bestämde sig Barbara för att ta hennes plats. Prästen Chuma och den antike plantgudens, Urtzkartagas, vårdare gav henne en gepards styrkor. Hon förvandlades då även till en människogepard. Olyckligtvis för Minerva var värden för gepardpersonan avsedd att vara en oskuld, vilket hon inte var. Därav blev omvandlingen till Cheetah en förbannelse och orsakade svår smärta och blodtörst.
När Barbara upptäckte Wonder Womans gyllene lasso blev det ett föremål som Barbara desperat ville ha i sin arkeologiska samling, och hon sökte efter hjältinnan. Hon lyckas nästan med att ta Wonder Womans lasso, men med den magiska kraften i lassot erkände hon sin plan av misstag. Efter det försökte hon flera gånger stjäla lassot med våld. Senare försvinner hennes intresse för lassot, och hon vill bara slåss mot Wonder Woman.
Vid ett tillfälle förlorade Minerva sina egenskaper till affärsmannen Sebastian Ballesteros.

### Sebastian Ballesteros
En argentinsk affärsman. Han var den fjärde Cheetah, och den första manliga Cheetah. Han var en agent till amazonernas fiende, Circe. Han sökte plantguden Urzkartaga och övertygade honom att han skulle vara en mycket bättre Cheetah än Minerva. Således blir Minervas personlighet som Cheetah avbruten och hennes krafter blev istället Sebastians.
Sebastian kom snart i konflikt med Wonder Woman, och erkände att han var ansvarig för att hennes vän, Vanessa Kapatelis, hade förvandlats till den tredje Silver Swan.
Rasande över förlusten av sina förmågor besatte Barbara tillfälligt kroppen av Tisiphones värd och kämpade mot Sebastian. Hon dödade honom och tog sina krafter tillbaka.

## I andra medier
- Priscilla Richs version av Cheetah medverkar i Challenge of the Super Friends, där hennes röst görs av Marlene Aragon.

- Barbara Ann Minervas version av Cheetah medverkar i TV-spelet Justice League Task Force.

- I serierna Justice League och Justice League Unlimited framkommer en annan version av Cheetah. Officiellt skulle detta vara Barbara Minervas version av Cheetah, men hennes ursprung var helt annorlunda från serietidningarnas. I den här serien var hon en biolog som i brist på testobjekt testade ett experiment på sig själv. Detta förvandlade henne till en hybrid mellan en människa och en gepard.

- Priscilla Richs version av Cheetah medverkar i Batman: Den tappre och modige, med röst av Morena Baccarin.

- Barbara Ann Minervas version medverkar i filmen Wonder Woman 1984 spelad av Kristen Wiig.